# Coupe du monde féminine de basket-ball 2018
Cet article traite de l’épreuve féminine. Pour la compétition masculine, voir Coupe du monde masculine de basket-ball 2019.
Navigation
Édition précédente Édition suivante
La Coupe du monde de basket-ball féminin 2018 est la dix-huitième édition du Championnat du monde de basket-ball féminin. Il se déroule en Espagne. C'est la troisième édition consécutive qui se déroule en Europe. Après la dernière édition, la FIBA change le nom de championnat du monde de basket-ball féminin en coupe du monde de basket-ball féminin pour avoir la même appellation que la coupe du monde masculine de basket-ball.
Le vainqueur de la compétition est qualifié pour le tournoi des Jeux olympiques d'été de 2020 à Tokyo.

## Salles
L'Espagne a choisi de faire jouer les meilleures équipes féminines du moment à Tenerife. La compétition se répartira sur 2 salles, situées à La Laguna et à Santa Cruz.
| \| Santa Cruz La Laguna \|                                     |                                                                    |
| San Cristóbal de La Laguna                                     | Santa Cruz de Tenerife                                             |
|                                                                | -                                                                  |
| Tenerife Sports Pavilion Santiago Martin (en) Capacité : 5 100 | Pabellón Municipal de Deportes Quico Cabrera (es) Capacité : 3 600 |
| Santa Cruz La Laguna                                           |                                                                    |

## Équipes qualifiées
Seize équipes sont qualifiées : l'équipe du pays hôte, l'équipe championne olympique en titre et quatorze équipes issues des différents championnats continentaux.
| Compétition                    | Date                 | Lieu           | Places | Qualifiés                              |
| ------------------------------ | -------------------- | -------------- | ------ | -------------------------------------- |
| Pays hôte                      | 16 décembre 2014     |                | 1      | Espagne                                |
| Jeux olympiques d'été de 2016  | 06 – 19 août 2016    | Rio de Janeiro | 1      | États-Unis                             |
| Championnat d'Europe 2017      | 16 – 25 juin 2017    | Tchéquie       | 5      | Belgique France Grèce Lettonie Turquie |
| Championnat d'Afrique 2017     | 18 – 27 août 2017    | Bamako         | 2      | Nigeria Sénégal                        |
| Championnat des Amériques 2017 | 07 – 13 août 2017    | Buenos Aires   | 3      | Argentine Canada Porto Rico            |
| Championnat d'Asie 2017        | 23 - 29 juillet 2017 | Bangalore      | 4*     | Australie Chine Corée du Sud Japon     |
| Total                          |                      |                | 16     |                                        |

*Pour le championnat d'Asie la 4e équipe viendra d'Océanie.

## Groupes
| Groupe A     | Groupe B  | Groupe C   | Groupe D   |
| ------------ | --------- | ---------- | ---------- |
| Corée du Sud | Australie | Japon      | Lettonie   |
| Grèce        | Turquie   | Porto Rico | États-Unis |
| Canada       | Argentine | Belgique   | Sénégal    |
| France       | Nigeria   | Espagne    | Chine      |

## Tour préliminaire
L'équipe classée première de sa poule se qualifie directement pour les 1/4 de finale. Celles classées deuxième et troisième passent par un tour de barrage. Les quatrièmes sont éliminées.

### Groupe A
| Groupe A |              |     |   |   |     |     |      |     |
|          | Équipe       | Pts | G | P | PP  | PC  | Diff | Dép |
| 1        | Canada       | 6   | 3 | 0 | 234 | 173 | +61  |     |
| 2        | France       | 5   | 2 | 1 | 224 | 200 | +24  |     |
| 3        | Grèce        | 4   | 1 | 2 | 179 | 204 | -25  |     |
| 4        | Corée du Sud | 3   | 0 | 3 | 169 | 229 | -60  |     |

| 22 septembre | Corée du Sud | 58 | 89 | France       |
| 22 septembre | Grèce        | 50 | 81 | Canada       |
| 23 septembre | Canada       | 82 | 63 | Corée du Sud |
| 23 septembre | France       | 75 | 71 | Grèce        |
| 25 septembre | Corée du Sud | 48 | 58 | Grèce        |
| 25 septembre | Canada       | 71 | 60 | France       |

Légende : Pts : nombre de points (victoire 2 points, défaite 1 point) ; G : nombre de matches gagnés ; P : nombre de matches perdus ; PP : nombre de points marqués ; PC : nombre de points encaissés ; Diff. : différence de points ; Dép départage particulier en cas d'égalité ; en gras les équipes qualifiées, sur fond jaune pour la qualification directe en quart de finale, sur fond gris pour la poursuite en barrages ; en rouge et italique celle éliminée.

### Groupe B
| Groupe B |           |     |   |   |     |     |      |     |
|          | Équipe    | Pts | G | P | PP  | PC  | Diff | Dép |
| 1        | Australie | 6   | 3 | 0 | 260 | 175 | +85  |     |
| 2        | Nigeria   | 5   | 2 | 1 | 217 | 224 | -7   |     |
| 3        | Turquie   | 4   | 1 | 2 | 195 | 201 | -6   |     |
| 4        | Argentine | 3   | 0 | 3 | 150 | 222 | -72  |     |

| 22 septembre | Australie | 86 | 68 | Nigeria   |
| 22 septembre | Turquie   | 63 | 37 | Argentine |
| 23 septembre | Argentine | 43 | 84 | Australie |
| 23 septembre | Nigeria   | 74 | 68 | Turquie   |
| 25 septembre | Australie | 90 | 64 | Turquie   |
| 25 septembre | Argentine | 70 | 75 | Nigeria   |

Légende : Pts : nombre de points (victoire 2 points, défaite 1 point) ; G : nombre de matches gagnés ; P : nombre de matches perdus ; PP : nombre de points marqués ; PC : nombre de points encaissés ; Diff. : différence de points ; Dép départage particulier en cas d'égalité ; en gras les équipes qualifiées, sur fond jaune pour la qualification directe en quart de finale, sur fond gris pour la poursuite en barrages ; en rouge et italique celle éliminée.

### Groupe C
| Groupe C |            |     |   |   |     |     |      |     |
|          | Équipe     | Pts | G | P | PP  | PC  | Diff | Dép |
| 1        | Belgique   | 5   | 2 | 1 | 233 | 176 | +57  | +7  |
| 2        | Espagne    | 5   | 2 | 1 | 225 | 196 | +29  | +4  |
| 3        | Japon      | 5   | 2 | 1 | 217 | 220 | -3   | -11 |
| 4        | Porto Rico | 3   | 0 | 3 | 150 | 233 | -83  |     |

| 22 septembre | Japon      | 71 | 84   | Espagne    |
| 22 septembre | Porto Rico | 36 | 86   | Belgique   |
| 23 septembre | Belgique   | 75 | 77ap | Japon      |
| 23 septembre | Espagne    | 78 | 53   | Porto Rico |
| 25 septembre | Japon      | 69 | 61   | Porto Rico |
| 25 septembre | Belgique   | 72 | 63   | Espagne    |

Légende : Pts : nombre de points (victoire 2 points, défaite 1 point) ; G : nombre de matches gagnés ; P : nombre de matches perdus ; PP : nombre de points marqués ; PC : nombre de points encaissés ; Diff. : différence de points ; Dép départage particulier en cas d'égalité ; en gras les équipes qualifiées, sur fond jaune pour la qualification directe en quart de finale, sur fond gris pour la poursuite en barrages ; en rouge et italique celle éliminée.

### Groupe D
| Groupe D |            |     |   |   |     |     |      |     |
|          | Équipe     | Pts | G | P | PP  | PC  | Diff | Dép |
| 1        | États-Unis | 6   | 3 | 0 | 289 | 231 | +58  |     |
| 2        | Chine      | 5   | 2 | 1 | 227 | 227 | +0   |     |
| 3        | Sénégal    | 4   | 1 | 2 | 203 | 231 | -28  |     |
| 4        | Lettonie   | 3   | 0 | 3 | 206 | 236 | -30  |     |

| 22 septembre | Lettonie   | 61 | 64  | Chine      |
| 22 septembre | États-Unis | 87 | 67  | Sénégal    |
| 23 septembre | Sénégal    | 70 | 69  | Lettonie   |
| 23 septembre | Chine      | 88 | 100 | États-Unis |
| 25 septembre | Sénégal    | 66 | 75  | Chine      |
| 25 septembre | Lettonie   | 76 | 102 | États-Unis |

Légende : Pts : nombre de points (victoire 2 points, défaite 1 point) ; G : nombre de matches gagnés ; P : nombre de matches perdus ; PP : nombre de points marqués ; PC : nombre de points encaissés ; Diff. : différence de points ; Dép départage particulier en cas d'égalité ; en gras les équipes qualifiées, sur fond jaune pour la qualification directe en quart de finale, sur fond gris pour la poursuite en barrages ; en rouge et italique celle éliminée.

## Phase finale

### Tableau
Tableau principal
|  | Barrages        | Barrages        |                        |                | Quarts de finale | Quarts de finale |    |  | Demi-finales | Demi-finales |  |  | Finale       | Finale       |
|  | --------------- | --------------- | ---------------------- | -------------- | ---------------- | ---------------- | -- |  | ------------ | ------------ |  |  | ------------ | ------------ |
|  |                 |                 |                        |                |                  |                  |    |  |              |              |  |  |              |              |
|  |                 |                 |                        |                | 28 septembre     | 28 septembre     |    |  | 29 septembre | 29 septembre |  |  | 30 septembre | 30 septembre |
|  |                 |                 |                        |                | 28 septembre     | 28 septembre     |    |  | 29 septembre | 29 septembre |  |  | 30 septembre | 30 septembre |
|  |                 |                 |                        |                | 28 septembre     | 28 septembre     |    |  | 29 septembre | 29 septembre |  |  | 30 septembre | 30 septembre |
|  |                 |                 |                        |                | 28 septembre     | 28 septembre     |    |  | 29 septembre | 29 septembre |  |  | 30 septembre | 30 septembre |
|  |                 |                 |                        |                | 28 septembre     | 28 septembre     |    |  | 29 septembre | 29 septembre |  |  | 30 septembre | 30 septembre |
|  |                 | [A1] Canada     | 53                     |                |                  |                  |    |  | 29 septembre | 29 septembre |  |  | 30 septembre | 30 septembre |
|  | 26 septembre    | [A1] Canada     | 53                     |                |                  |                  |    |  | 29 septembre | 29 septembre |  |  | 30 septembre | 30 septembre |
|  |                 | [C2] Espagne    | 68                     |                |                  |                  |    |  | 29 septembre | 29 septembre |  |  | 30 septembre | 30 septembre |
|  | [C2] Espagne    | [C2] Espagne    | 68                     | 63             |                  |                  |    |  | 29 septembre | 29 septembre |  |  | 30 septembre | 30 septembre |
|  | [C2] Espagne    | 28 septembre    |                        | 63             |                  |                  |    |  | 29 septembre | 29 septembre |  |  | 30 septembre | 30 septembre |
|  | [D3] Sénégal    | 48              |                        |                |                  |                  |    |  | 29 septembre | 29 septembre |  |  | 30 septembre | 30 septembre |
|  | [D3] Sénégal    | 48              |                        | [C2] Espagne   | 66               |                  |    |  |              |              |  |  | 30 septembre | 30 septembre |
|  |                 |                 |                        | [C2] Espagne   | 66               |                  |    |  |              |              |  |  | 30 septembre | 30 septembre |
|  |                 |                 | [B1] Australie         | 72             |                  |                  |    |  |              |              |  |  | 30 septembre | 30 septembre |
|  |                 |                 | [B1] Australie         | 72             |                  |                  |    |  |              |              |  |  | 30 septembre | 30 septembre |
|  | 29 septembre    |                 |                        |                |                  |                  |    |  |              |              |  |  | 30 septembre | 30 septembre |
|  |                 |                 |                        |                |                  |                  |    |  |              |              |  |  | 30 septembre | 30 septembre |
|  |                 | [B1] Australie  | 83                     |                |                  |                  |    |  |              |              |  |  | 30 septembre | 30 septembre |
|  | 26 septembre    | [B1] Australie  | 83                     |                |                  |                  |    |  |              |              |  |  | 30 septembre | 30 septembre |
|  |                 | [D2] Chine      | 42                     |                |                  |                  |    |  |              |              |  |  | 30 septembre | 30 septembre |
|  | [D2] Chine      | [D2] Chine      | 42                     | 87             |                  |                  |    |  |              |              |  |  | 30 septembre | 30 septembre |
|  | [D2] Chine      | 28 septembre    |                        | 87             |                  |                  |    |  |              |              |  |  | 30 septembre | 30 septembre |
|  | [C3] Japon      | 81              |                        |                |                  |                  |    |  |              |              |  |  | 30 septembre | 30 septembre |
|  | [C3] Japon      | 81              |                        | [B1] Australie | 56               |                  |    |  |              |              |  |  |              |              |
|  |                 |                 |                        | [B1] Australie | 56               |                  |    |  |              |              |  |  |              |              |
|  |                 | [D1] États-Unis | 73                     |                |                  |                  |    |  |              |              |  |  |              |              |
|  |                 | [D1] États-Unis | 73                     |                |                  |                  |    |  |              |              |  |  |              |              |
|  |                 |                 |                        |                |                  |                  |    |  |              |              |  |  |              |              |
|  |                 |                 |                        |                |                  |                  |    |  |              |              |  |  |              |              |
|  | [C1] Belgique   | 86              |                        |                |                  |                  |    |  |              |              |  |  |              |              |
|  | [C1] Belgique   | 86              | 26 septembre           |                |                  |                  |    |  |              |              |  |  |              |              |
|  |                 | [A2] France     | 65                     |                |                  |                  |    |  |              |              |  |  |              |              |
|  | [A2] France     | [A2] France     | 65                     | 78             |                  |                  |    |  |              |              |  |  |              |              |
|  | [A2] France     | 28 septembre    |                        | 78             |                  |                  |    |  |              |              |  |  |              |              |
|  | [B3] Turquie    | 61              |                        |                |                  |                  |    |  |              |              |  |  |              |              |
|  | [B3] Turquie    | 61              |                        | [C1] Belgique  | 77               |                  |    |  |              |              |  |  |              |              |
|  |                 |                 |                        | [C1] Belgique  | 77               |                  |    |  |              |              |  |  |              |              |
|  |                 | [D1] États-Unis | 93                     |                |                  |                  |    |  |              |              |  |  |              |              |
|  |                 | [D1] États-Unis | 93                     |                |                  |                  |    |  |              |              |  |  |              |              |
|  |                 |                 |                        |                |                  |                  |    |  |              |              |  |  |              |              |
|  |                 |                 | Match pour la 3e place |                |                  |                  |    |  |              |              |  |  |              |              |
|  | [D1] États-Unis | 71              |                        |                |                  |                  |    |  |              |              |  |  |              |              |
|  | [D1] États-Unis | 71              | 26 septembre           | 26 septembre   | 30 septembre     | 30 septembre     |    |  |              |              |  |  |              |              |
|  |                 | [B2] Nigeria    | 26 septembre           | 26 septembre   | 30 septembre     | 30 septembre     | 40 |  |              |              |  |  |              |              |
|  | [B2] Nigeria    | [B2] Nigeria    | 57                     | [C2] Espagne   | 67               |                  | 40 |  |              |              |  |  |              |              |
|  | [B2] Nigeria    |                 |                        |                | 67               |                  |    |  |              |              |  |  |              |              |
|  | [A3] Grèce      | 56              |                        |                | [C1] Belgique    | 60               |    |  |              |              |  |  |              |              |
|  | [A3] Grèce      | 56              |                        |                | [C1] Belgique    | 60               |    |  |              |              |  |  |              |              |

Matchs de classement (places 5 à 8)
|  | Tour de classement | Tour de classement |            |    | 5e place     | 5e place     |
|  | Tour de classement | Tour de classement |            |    | 5e place     | 5e place     |
|  |                    |                    |            |    |              |              |
|  | 29 septembre       | 29 septembre       |            |    | 30 septembre | 30 septembre |
|  | 29 septembre       | 29 septembre       |            |    | 30 septembre | 30 septembre |
|  | [A1] Canada        | 71                 |            |    | 30 septembre | 30 septembre |
|  | [A1] Canada        | 71                 |            |    | 30 septembre | 30 septembre |
|  | [D2] Chine         | 76                 |            |    | 30 septembre | 30 septembre |
|  | [D2] Chine         | 76                 | [D2] Chine | 67 |              |              |
|  | 29 septembre       |                    | [D2] Chine | 67 |              |              |
|  |                    | [A2] France        | 81         |    |              |              |
|  | [A2] France        | [A2] France        | 81         | 84 |              |              |
|  | [A2] France        |                    |            | 84 |              |              |
|  | [B2] Nigeria       | 62                 |            |    |              |              |
|  | [B2] Nigeria       | 62                 | 7e place   |    |              |              |
|  |                    |                    |            |    |              |              |
|  | 30 septembre       |                    |            |    |              |              |
|  |                    |                    |            |    |              |              |
|  | [A1] Canada        | 73                 |            |    |              |              |
|  | [A1] Canada        | 73                 |            |    |              |              |
|  | [B2] Nigeria       | 72                 |            |    |              |              |
|  | [B2] Nigeria       | 72                 |            |    |              |              |

### Rencontres de classement pour les places 5 à 8
Tour de classement 5-8
7e place
| 30 septembre 2018 11h30 (UTC+2) | Rapport | Nigeria                                                                      | 72-73                               | Canada                                                                                   |  | Tenerife Sports Pavilion Santiago Martin (en) San Cristóbal de La Laguna Affluence : 326 Arbitres : Geórgios Poursanídis Duan Zhu Nicolas Fernandes |
| 30 septembre 2018 11h30 (UTC+2) | Rapport | Score par quart-temps : 17-21, 18-9, 19-19, 18-24                            |                                     |                                                                                          |  | Tenerife Sports Pavilion Santiago Martin (en) San Cristóbal de La Laguna Affluence : 326 Arbitres : Geórgios Poursanídis Duan Zhu Nicolas Fernandes |
| 30 septembre 2018 11h30 (UTC+2) | Rapport | Score par mi-temps : 35-30, 37-43                                            |                                     |                                                                                          |  | Tenerife Sports Pavilion Santiago Martin (en) San Cristóbal de La Laguna Affluence : 326 Arbitres : Geórgios Poursanídis Duan Zhu Nicolas Fernandes |
| 30 septembre 2018 11h30 (UTC+2) | Rapport | Atonye Nyingifa, 17 Evelyn Akhator, 11 Atonye Nyingifa, 5 Evelyn Akhator, 16 | Points Rebonds Passes d. Évaluation | Kia Nurse, 17 Nayo Raincock-Ekunwe, 6 Nurse, Raincock-Ekunwe, 3 Nayo Raincock-Ekunwe, 16 |  | Tenerife Sports Pavilion Santiago Martin (en) San Cristóbal de La Laguna Affluence : 326 Arbitres : Geórgios Poursanídis Duan Zhu Nicolas Fernandes |

5e place
| 30 septembre 2018 14h00 (UTC+2) | Rapport | France                                                                         | 81-67                               | Chine                                                 |  | Tenerife Sports Pavilion Santiago Martin (en) San Cristóbal de La Laguna Affluence : 653 Arbitres : Julio Anaya Snehal Bendke Maripier Malo |
| 30 septembre 2018 14h00 (UTC+2) | Rapport | Score par quart-temps : 19-27, 18-9, 24-14, 20-17                              |                                     |                                                       |  | Tenerife Sports Pavilion Santiago Martin (en) San Cristóbal de La Laguna Affluence : 653 Arbitres : Julio Anaya Snehal Bendke Maripier Malo |
| 30 septembre 2018 14h00 (UTC+2) | Rapport | Score par mi-temps : 37-36, 44-31                                              |                                     |                                                       |  | Tenerife Sports Pavilion Santiago Martin (en) San Cristóbal de La Laguna Affluence : 653 Arbitres : Julio Anaya Snehal Bendke Maripier Malo |
| 30 septembre 2018 14h00 (UTC+2) | Rapport | Sandrine Gruda, 16 Alexia Chartereau, 6 Michel, Johannès, 4 Sandrine Gruda, 22 | Points Rebonds Passes d. Évaluation | Shao Ting, 16 Sun Mengran, 9 Li Yuan, 6 Shao Ting, 19 |  | Tenerife Sports Pavilion Santiago Martin (en) San Cristóbal de La Laguna Affluence : 653 Arbitres : Julio Anaya Snehal Bendke Maripier Malo |

### Troisième place
| 30 septembre 2018 18h30 (UTC+2) | Rapport | Espagne                                                              | 67-60                               | Belgique                                                                  |  | Tenerife Sports Pavilion Santiago Martin (en) San Cristóbal de La Laguna Affluence : 3 514 Arbitres : Omar Bermúdez Maj Forsberg Daniel García |
| 30 septembre 2018 18h30 (UTC+2) | Rapport | Score par quart-temps : 15-15, 17-12, 23-16, 12-17                   |                                     |                                                                           |  | Tenerife Sports Pavilion Santiago Martin (en) San Cristóbal de La Laguna Affluence : 3 514 Arbitres : Omar Bermúdez Maj Forsberg Daniel García |
| 30 septembre 2018 18h30 (UTC+2) | Rapport | Score par mi-temps : 32-27, 35-33                                    |                                     |                                                                           |  | Tenerife Sports Pavilion Santiago Martin (en) San Cristóbal de La Laguna Affluence : 3 514 Arbitres : Omar Bermúdez Maj Forsberg Daniel García |
| 30 septembre 2018 18h30 (UTC+2) | Rapport | Marta Xargay, 17 Laura Nicholls, 10 Laia Palau, 5 Laura Nicholls, 17 | Points Rebonds Passes d. Évaluation | Emma Meesseman, 24 Emma Meesseman, 9 Julie Allemand, 8 Emma Meesseman, 28 |  | Tenerife Sports Pavilion Santiago Martin (en) San Cristóbal de La Laguna Affluence : 3 514 Arbitres : Omar Bermúdez Maj Forsberg Daniel García |

### Finale
| 30 septembre 2018 21h00 (UTC+2) | Rapport | Australie                                                       | 56-73                               | États-Unis                                                             |  | Tenerife Sports Pavilion Santiago Martin (en) San Cristóbal de La Laguna Arbitres : Antonio Conde Yu Jung Yohan Rosso |
| 30 septembre 2018 21h00 (UTC+2) | Rapport | Score par quart-temps : 15-20, 12-15, 11-26, 18-12              |                                     |                                                                        |  | Tenerife Sports Pavilion Santiago Martin (en) San Cristóbal de La Laguna Arbitres : Antonio Conde Yu Jung Yohan Rosso |
| 30 septembre 2018 21h00 (UTC+2) | Rapport | Score par mi-temps : 27-35, 29-38                               |                                     |                                                                        |  | Tenerife Sports Pavilion Santiago Martin (en) San Cristóbal de La Laguna Arbitres : Antonio Conde Yu Jung Yohan Rosso |
| 30 septembre 2018 21h00 (UTC+2) | Rapport | Alanna Smith, 10 Liz Cambage, 14 Jenna O'Hea, 4 Liz Cambage, 14 | Points Rebonds Passes d. Évaluation | Brittney Griner, 15 Breanna Stewart, 8 Sue Bird, 5 Breanna Stewart, 14 |  | Tenerife Sports Pavilion Santiago Martin (en) San Cristóbal de La Laguna Arbitres : Antonio Conde Yu Jung Yohan Rosso |

## Classement final
| Place                                    | Équipe       | J | V | D | PM  | PE  | Diff. | Phase de poule | Phase de poule | Phase de poule | Phase de poule | Classement mondial de la FIBA | Classement mondial de la FIBA | Classement mondial de la FIBA |
| Place                                    | Équipe       | J | V | D | PM  | PE  | Diff. | Groupe         | Place          | V–D            | GA             | Ancien                        | Nouveau                       | +/−                           |
| ---------------------------------------- | ------------ | - | - | - | --- | --- | ----- | -------------- | -------------- | -------------- | -------------- | ----------------------------- | ----------------------------- | ----------------------------- |
| 1                                        | États-Unis   | 6 | 6 | 0 | 526 | 404 | +122  | D              | NC             | NC             | NC             | 1                             | 1                             | Stable                        |
| 2                                        | Australie    | 6 | 5 | 1 | 471 | 356 | +115  | B              | NC             | NC             | NC             | 4                             | 3                             | en augmentation               |
| 3                                        | Espagne      | 7 | 5 | 2 | 489 | 429 | +60   | C              | NC             | NC             | NC             | 2                             | 2                             | Stable                        |
| 4                                        | Belgique     | 6 | 3 | 3 | 456 | 401 | +55   | C              | NC             | NC             | NC             | 28                            | 16                            | en augmentation               |
| Éliminés en quarts de finale             |              |   |   |   |     |     |       |                |                |                |                |                               |                               |                               |
| 5                                        | France       | 7 | 5 | 2 | 532 | 476 | +56   | A              | NC             | NC             | NC             | 3                             | 4                             | en diminution                 |
| 6                                        | Chine        | 7 | 4 | 3 | 499 | 543 | –44   | D              | NC             | NC             | NC             | 10                            | 7                             | en augmentation               |
| 7                                        | Canada       | 6 | 4 | 2 | 431 | 389 | +42   | A              | NC             | NC             | NC             | 5                             | 5                             | Stable                        |
| 8                                        | Nigeria      | 7 | 3 | 4 | 448 | 508 | –60   | B              | NC             | NC             | NC             | 34                            | 19                            | en augmentation               |
| Éliminés à l’issue des barrages          |              |   |   |   |     |     |       |                |                |                |                |                               |                               |                               |
| 9                                        | Japon        | 4 | 2 | 2 | 298 | 307 | –9    | C              | 3e             | 2–1            | 0,723          | 13                            | 10                            | en augmentation               |
| 10                                       | Turquie      | 4 | 1 | 3 | 256 | 279 | –23   | B              | 3e             | 1–2            | 0,650          | 7                             | 6                             | en augmentation               |
| 11                                       | Grèce        | 4 | 1 | 3 | 235 | 261 | –26   | A              | 3e             | 1–2            | 0,597          | 20                            | 23                            | en diminution                 |
| 12                                       | Sénégal      | 4 | 1 | 3 | 251 | 294 | –43   | D              | 3e             | 1–2            | 0,677          | 17                            | 17                            | Stable                        |
| Éliminés à l’issue de la phase de poules |              |   |   |   |     |     |       |                |                |                |                |                               |                               |                               |
| 13                                       | Lettonie     | 3 | 0 | 3 | 206 | 236 | −30   | D              | 4e             | 0–3            | 0,687          | 26                            | 24                            | en augmentation               |
| 14                                       | Corée du Sud | 3 | 0 | 3 | 169 | 229 | −60   | A              | 4e             | 0–3            | 0,563          | 16                            | 18                            | en diminution                 |
| 15                                       | Argentine    | 3 | 0 | 3 | 150 | 222 | −72   | B              | 4e             | 0–3            | 0,500          | 15                            | 15                            | Stable                        |
| 16                                       | Porto Rico   | 3 | 0 | 3 | 150 | 233 | −83   | C              | 4e             | 0–3            | 0,500          | 22                            | 22                            | Stable                        |

|  | Qualifié pour les Jeux olympiques de 2020 |